# Coalition scientifique pour un traité efficace sur les plastiques

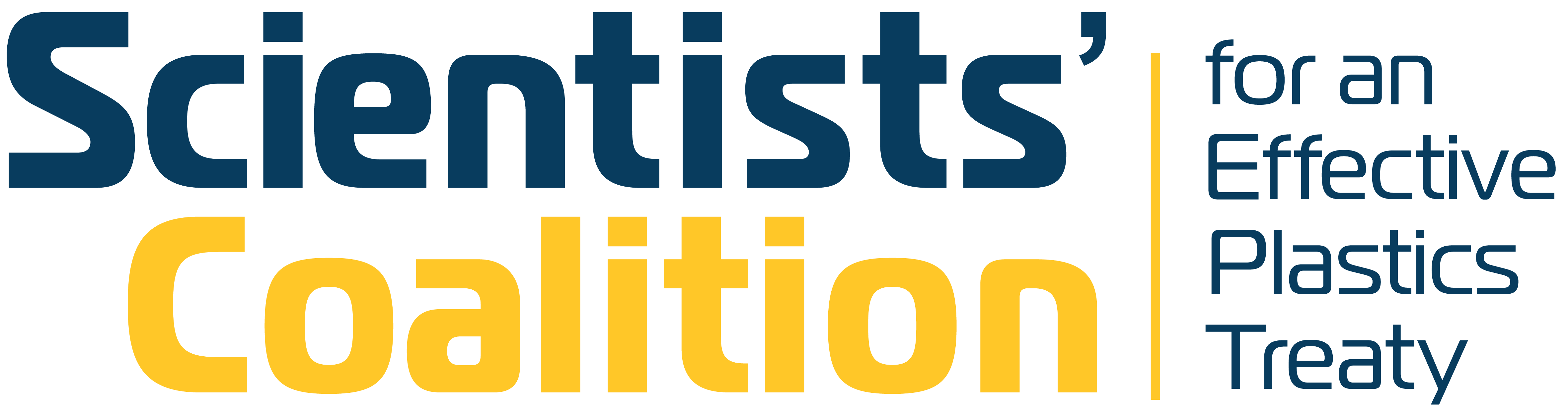
Logo de la Coalition scientifique pour un traité efficace sur les plastiques

La Coalition des scientifiques pour un traité efficace sur les plastiques (Scientists' Coalition for an Effective Plastics Treaty) est un réseau mondial d'experts indépendants spécialistes de la pollution plastique dont l'objectif est de fournir des informations scientifiques aux pays de l'ONU impliqués dans les négociations en vue d'aboutir à un traité international sur la pollution plastique. La Coalition insiste sur le fait que les scientifiques et les connaissances scientifiques doivent être impliqués dans les négociations d'un tel traité, et s’appuie sur une politique très stricte en matière de conflits d’intérêts, notamment vis-à-vis des industries chimiques ou pétrolières.

## Activités
L’un des objectifs de la Coalitation scientifique est de fournir des conseils et des résumés aux représentants des différents pays en charge des négociations. Elle produit de nombreux résumés et rapports liés à la pollution plastique et participe aux conférences du Programme des Nations Unies pour l’environnement (PNUE) axées sur le futur traité international sur la pollution plastique, puis aux séances de négociation intergouvernementale du traité,,,,.  
En avril 2024, une cinquantaine de ses membres participent en tant qu'observateurs à la quatrième session de négociations du traité, qui a lieu à Ottawa au Canada, pour y faire valoir des arguments scientifiques et indépendants de tout lobbying, se rendant disponibles pour répondre aux questions des représentants qui souhaitent approfondir leurs connaissances scientifiques sur le sujet,,. Ils rédigent une lettre ouverte adressée au président américain Joe Biden en mars 2024, prônant le recours à un consensus scientifique indépendant dans les négociations du traité sur les plastiques.
En juin 2025, la Coalition scientifique participe à la Troisième Conférence des Nations unies sur l'océan.
Elle a par ailleurs établi une liste noire de produits chimiques dangereux utilisés dans les plastiques.

## Membres
Les membres de la Coalition doivent avoir un historique de recherche sur la pollution plastique et être indépendants de tout conflit d’intérêts. En 2024, ils comptent 300 membres issus de 50 pays. Les coordinateurs du groupe sont Trisia Farrelly, Bethanie Carney Almroth et Richard Thompson,.